# Palazzo Bondoni Pastorio

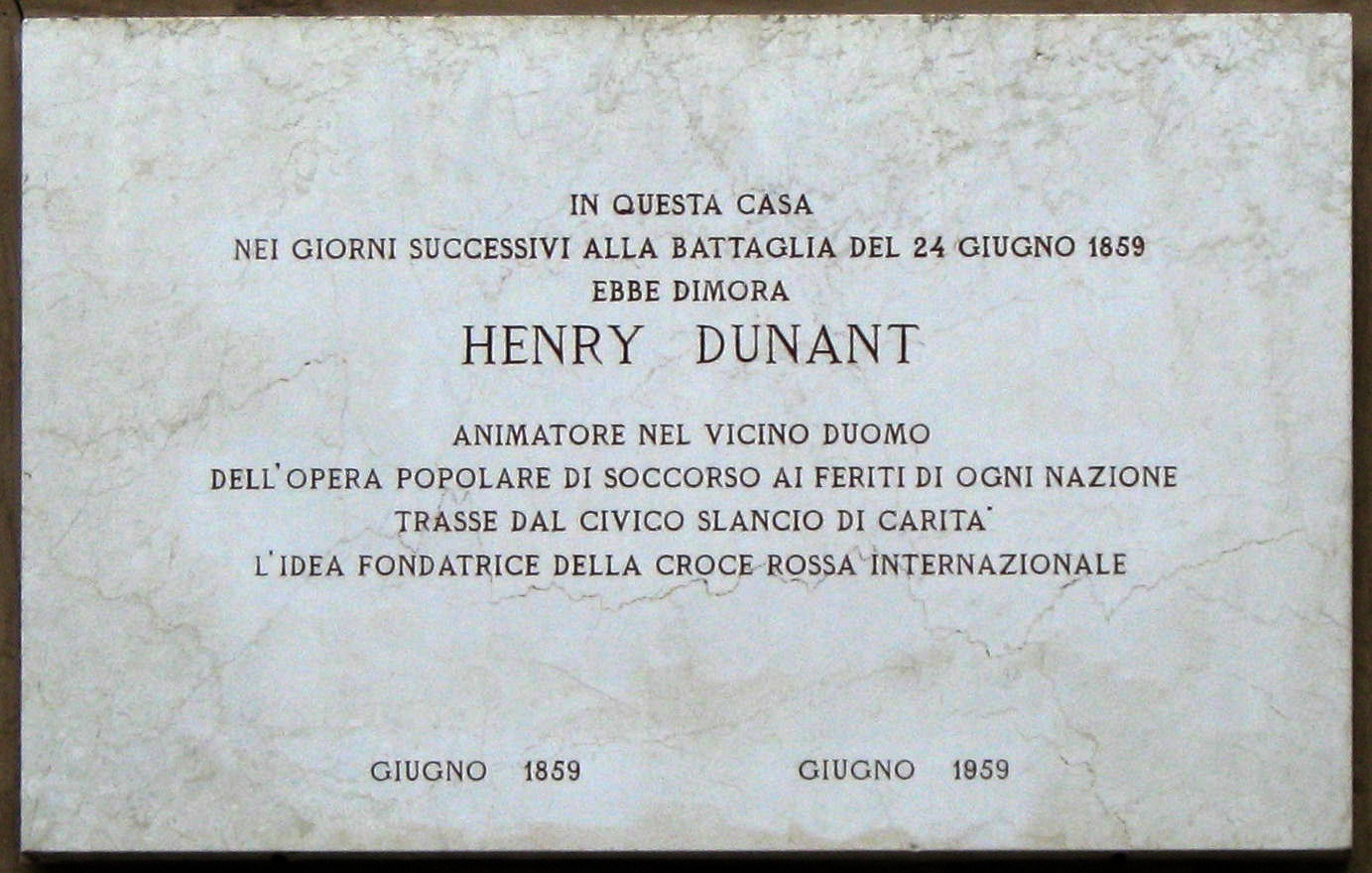
Lapide commemorativa a Henry Dunant

Palazzo Bondoni Pastorio è un edificio storico del Quattrocento, riadattato nel Seicento, sito a Castiglione delle Stiviere, in provincia di Mantova.

## Storia e descrizione
Durante i tragici giorni della battaglia del 24 giugno 1859, le sorelle Carolina e Luigia Pastorio ospitarono nel loro palazzo Henry Dunant che, osservando le donne locali mentre curavano i feriti di tutte le nazioni, concepì l'idea di fondare la Croce Rossa.
Alla fine degli anni novanta la storica dell'arte Maria Simonetta Bondoni Pastorio (1954-2012), rappresentante della famiglia, trasformò il palazzo di famiglia in museo, dando vita a una Fondazione, a cui conferì il materiale storico dei Bondoni Pastorio, costituito da documenti, arredi e dipinti.
Parte del museo conserva anche le memorie di Giuseppe Tellera, generale di corpo d'armata del Regio Esercito, medaglia d'oro al valor militare, comandante della 10ª Armata, caduto in combattimento ad Agedabia (Libia) nella seconda guerra mondiale.